# Geomam (métro de Séoul et d'Incheon)
Geomam (hangeul : 검암 ; hanja : 黔岩) est une station de correspondance, entre la ligne AREX du métro de Séoul et de la Ligne 2 du métro d'Incheon qui font partie du réseau du métro de Séoul. Elle est située au 26 Geombawi-ro, dans l'arrondissement Seo-gu, à Incheon, à l'ouest de Séoul, en Corée du Sud.

## Situation sur le réseau

Plan du réseau (2023)

La station, établie en surface  et en aérien, Geomam :  est une station de correspondance, entre la ligne AREX du métro de Séoul et de la Ligne 2 du métro d'Incheon : 
Sur la ligne AREX, elle est située entre la station Gyeyang, en direction du terminus est Gare de Séoul, et la station Cheongna International City, en direction du terminus ouest Aéroport international d'Incheon Terminal 2 ; 
et sur la Ligne 2 du métro d'Incheon, elle est située entre la station Dokjeong, en direction du terminus nord  Geomdan Oryu, et la station Geombawi, en direction du terminus sud-est Unyeon.

## Histoire
Elle devient une station de correspondance la 30 juillet 2016, lors de l'ouverture à l'exploitation des 27 stations de la totalité de la ligne, dite ligne 2 du métro d'Incheon, de métro léger sur pneu sans conducteur, longue de 29,3 km,,.